# René Rohrkamp
René Rohrkamp (* 1977 in Aachen) ist ein deutscher Historiker und Archivar.

## Leben und Wirken
Nach seinem Abitur studierte Rohrkamp die Fächer Geschichte, Politische Wissenschaft und Philosophie an der RWTH Aachen und promovierte dort im Jahr 2010 mit seiner Dissertation: Weltanschaulich gefestigte Kämpfer – die Soldaten der Waffen-SS 1933–1945. Anschließend übernahm Rohrkamp eine Referendarstelle beim Bundesarchiv und an der Archivschule in Marburg, bevor er im Mai 2012 als stellvertretender Dienstleiter des belgischen Staatsarchivs in Eupen übernommen wurde. Zwei Jahre später kehrte er in seine Heimatstadt zurück, wo er in der Nachfolge von Thomas R. Kraus die Leitung des Stadtarchivs Aachen übernahm.
Die Schwerpunkte seiner Tätigkeit liegen in der Neueren und Neuesten Geschichte, der Militärgeschichte, hier im Besonderen die des Dritten Reichs, und der Sozialgeschichte.
Rohrkamp ist Mitglied in mehreren Vereinigungen und Gremien, darunter:
- im Beirat des Aachener Geschichtsvereins,
- im Brauweiler Kreis für Landes- und Zeitgeschichte
- im Arbeitskreis Belgisch-Deutsche Grenzgeschichte
- im Verwaltungsrat des Förderverein des Archivwesens in der Deutschsprachigen Gemeinschaft V.o.G.
- im Vorstand des Museumsvereins Aachen.

Für sein 2013 in Brüssel veröffentlichtes Sachbuch „Quellen zur Geschichte der deutschsprachigen Belgier in den belgischen Staatsarchiven (1919–1973)“ wurde Rohrkamp im Jahr 2016 mit dem Preis des Parlaments der Deutschsprachigen Gemeinschaft im Bereich Archivwesen ausgezeichnet.

## Schriften (Auswahl)
- Mit Ingo Deloie: „Und Salomon spielt längst nicht mehr“. Alemannia Aachen im Dritten Reich. Verlag Die Werkstatt GmbH, Göttingen 2018, ISBN 978-3-7307-0391-5.
- zusammen mit Els Herrebout, Christoph Brüll und Peter M. Quadflieg (Hrsg.): Der Wiederaufbau nach dem Zweiten Weltkrieg im belgisch-deutschen Grenzland. Annalen des Symposiums im Stadtarchiv Aachen am 13. und 14. November 2015 (= Quellen und Forschungen zur Geschichte der deutschsprachigen Belgier, Bd. 10), Generalstaatsarchiv, Brüssel 2018, ISBN 978-94-9298-217-9.
- mit Peter M. Quadflieg, Hans-Joachim Geupel und Martin Borgmann: 70 Jahre Frieden und Freiheit in Aachen. 1944–2014. Meyer & Meyer, Aachen 2014, ISBN 978-3-8403-1091-1
- Inventar des Archivs der Freien Reichsherrlichkeit Lontzen. (1356–1823), Generalstaatsarchiv, Brüssel 2013, ISBN 978-90-5746-575-8.
- Quellen zur Geschichte der deutschsprachigen Belgier in den belgischen Staatsarchiven (1919–1973). Ergänzt um Quellen aus dem Diplomatischen Archiv des Föderalen Öffentlichen Dienstes für Auswärtige Angelegenheiten, Außenhandel und Entwicklungszusammenarbeit, aus den Archiven des Ministeriums für Landesverteidigung, der Generaldirektion Kriegsopfer und dem CEGES-SOMA in Brüssel. Brüssel 2013, ISBN 978-90-5746-632-8.
- Archivterminologie für das Generalstaatsarchiv und die Staatsarchive in den Provinzen. (Deutsch, Französisch, Niederländisch) (= Miscellanea archivistica. Manuale, Bd. 65), Brüssel 2013, ISBN 978-90-5746-624-3.
- mit Peter M. Quadflieg und Tobias Albrecht: Das „Massaker von Malmedy“. Täter, Opfer, Forschungsperspektiven. Ein Werkbuch. Shaker Verlag, Aachen 2010, ISBN 978-3-8322-9241-6.
- „Weltanschaulich gefestigte Kämpfer“ – die Soldaten der Waffen-SS 1933–1945. Organisation – Personal – Sozialstrukturen (= Krieg in der Geschichte, Bd. 61). Verlag Schöningh, Paderborn 2010 (zugleich: Dissertation 2010).
- mit Peter M. Quadflieg und Christoph Rass: General Graf von Schwerin und das Kriegsende in Aachen. Ereignis, Mythos, Analyse. Shaker Verlag, Aachen 2007, ISBN 978-3-8322-6623-3.
- mit Christoph Rass: Deutsche Soldaten 1939–1945. Handbuch einer biographischen Datenbank zu Mannschaften und Unteroffizieren von Heer, Luftwaffe und Waffen-SS. Hochschulbibliothek der RWTH Aachen, 2007.